# Crossopetalum bredemeyeri
Crossopetalum bredemeyeri är en benvedsväxtart som först beskrevs av Josef August Schultes, och fick sitt nu gällande namn av Carl Ernst Otto Kuntze. Crossopetalum bredemeyeri ingår i släktet Crossopetalum och familjen Celastraceae. Inga underarter finns listade.